# 東興證券
东兴证券股份有限公司（Dongxing Securities Co.,Ltd.，上交所：601198），简称东兴证券，是一家总部设立在北京的国有企业证券公司。
东兴证券成立于2008年5月28日，为一家综合类证券公司，其经营的业务包括证券经纪、证券投资咨询、证券交易、证券投资活动有关的财务顾问、证券承销与保荐、证券自营与证券资产管理业务、金融产品代销、为期货公司提供中间介绍业务以及融资融券业务。
2012年，东兴证券向中国证监会递交首次公开募股申请，同年5月获得批准，但随后由于新股暂停发行而未能上市。2015年2月26日，东兴证券在上海证券交易所挂牌上市，成为A股首家“资管系”的上市券商。
2021年7月24日，中国证券监督管理委员会发布《2021年证券公司分类结果》，其中东兴证券被评为A级，与2020年持平。

## 处罚及风险事件

### 集中交易系统部分运行异常
2015年5月29日，东兴证券的集中交易系统运行异常，导致部分客户无法及时登陆交易，异常发生后东兴证券未就该信息安全事件及时向北京证监局报告，因此被北京证监局监管。

### 未及时披露信息
2016年1月，东兴证券作为龙泉现代非公开公司债券的主承销商，因龙泉现代新增借款占公司上年末净资产的25.9%，达到《募集说明书》约定的履行信息披露标准但未披露，因此被四川证监局监管。